# SID Imperatriz
Sociedade Imperatriz de Desportos – brazylijski klub piłkarski z siedzibą w mieście Imperatriz, leżącym w stanie Maranhão.

## Osiągnięcia
- Mistrz stanu Maranhão (Campeonato Maranhense): 2005, 2015
- Półfinał Copa Norte: 1997

## Historia
Klub założony został 4 stycznia 1962 roku pod nazwą Sociedade Atlética Imperatriz. Klub 18 lutego 2000 roku zmienił nazwę na Sociedade Esportiva Imperatriz, a w 2001 roku na obecną, czyli Sociedade Imperatriz de Desportos.